# Arahuetes
Arahuetes ist eine Gemeinde (municipio) in der spanischen Provinz Segovia. Sie liegt im Süden der Autonomen Region Kastilien und León, an der Nordwestabdachung der Sierra de Guadarrama. Arahuetes hat 31 Einwohner (Stand: 2024). Neben dem namensgebenden Hauptort Arahuetes gehört die Ortschaft Pajares de Pedraza zur Gemeinde.

## Geographie
Arahuetes liegt etwa 27 Kilometer nordwestlich vom Stadtzentrum von Segovia in einer Höhe von ca. 1090 m. 
Arahuetes befindet sich innerhalb der Zone des kontinentalen mediterranen Klimas.

## Bevölkerungsentwicklung
| Jahr      | 1970 | 1981 | 1991 | 2001 | 2011 | 2021 |
| Einwohner | 121  | 59   | 56   | 52   | 43   | 28   |

## Sehenswürdigkeiten
- Andreaskirche
- Ruine der Agathenkirche